# 林崇文
林崇文，台灣電影美術師，曾任《策馬入林》（1985）、《春秋茶室》（1988）、《悲情城市》（1989）等片的電影美術師，在西元1985年第22屆金馬獎中，因電影《策馬入林》，和古金田、王童獲得最佳美術設計獎。